# 마르코 아센시오
마르코 아센시오 위옘센(스페인어: Marco Asensio Willemsen, 1996년 1월 21일 ~ )은 현재 잉글랜드 프리미어리그의 애스턴 빌라와 스페인 축구 국가대표팀에서 뛰고 있는 네덜란드계 스페인인 축구 선수로, 포지션은 윙어, 공격형 미드필더이다.

## 어린 시절
발레아레스 제도 팔마 데 마요르카 출신으로 네덜란드계 어머니와 스페인계 아버지 사이에서 태어난 아센시오는 고향의 마요르카에서 축구를 시작했다. 

## 구단 경력

### 마요르카
레알 마드리드와 바르셀로나에 발굴된 이후, 그는 2013-14 시즌에 테르세라 디비시온에 속한 마요르카 B에서 불과 17세의 나이에 성인 데뷔전을 치렀다. 2013년 10월 27일, 그는 레크레아티보와 세군다 디비시온 경기 막판 6분에 출전하며 1군 첫 경기를 치렀지만, 1-3으로 패했다.
또다시 교체로 들어간 아센시오는 루고와 0-0으로 비긴 안방 경기에서도 막판 6분을 뛰었다. 처음 몇 경기에 인상적인 활약을 펼친 후, 그는 호세 루이스 올트라 감독에 의해 1군 선수로 승진했다.
2014년 3월 16일, 아센시오는 테네리페와의 안방 경기에서 첫 프로무대 골을 기록해 2-0 승리에 일조했다. 그는 발레리 카르핀 신임 감독 하에 주전이 되었고, 오사수나, 알라베스, 그리고 야고스테라와의 경기에서 불과 한 달도 안 되는 기간동안 득점 행진을 보였다.

### 레알 마드리드
2014년 11월 24일, 레알 마드리드는 아센시오의 영입 조항에 동의했다. 12월 5일, 계약이 공식 발표되었고, 아센시오는 €3.9M에 6년 계약을 체결하였고, 주홍 군단 (Bermellones) 소속으로 시즌 말까지 임대되었다.
2015년 8월 20일, 시즌 전 훈련을 레알 마드리드와 쭉 한 후, 아센시오는 라 리가의 에스파뇰로 임대되었다. 그는 9월 19일, 3-2로 이긴 레알 소시에다드전에 86분 출전하며 첫 라 리가 경기를 치렀고, 에스타디 코르네야-엘 프라트에서의 임대 생활을 12회 도움으로 마쳤다.
2016-17 시즌에 산티아고 베르나베우로 복귀한 아센시오는 8월 9일, 첫 공식전을 치렀는데, 같은 라 리가 소속의 세비야와의 UEFA 슈퍼컵 경기에서 25미터 거리의 골문을 열었고, 120분을 출전해 3-2 승리에 일조했다. 12일 후, 그는 첫 리그전을 치렀는데, 레알 소시에다드전에서 추가골을 넣어 3-0 승리를 도왔다.
2023년 6월 3일, 레알 마드리드는 공식 홈페이지를 통해 아센시오와 계약 만료로 결별한다고 발표하였다.

### 파리 생제르맹
2023년 7월 6일, 리그 1의 파리 생제르맹에 입단했다.

## 국가대표팀 경력
스페인 청소년 국가대표팀 주전으로, 아센시오는 2015년 3월 26일, 카르타헤나에서 열린 노르웨이와의 친선경기에 이 날 골을 넣은 제라르드 데울로페우와 교체로 들어가 U-21 국가대표팀의 첫 경기를 치렀고, 경기는 2-0으로 이겼다. 7월 그는 그리스에서 열린 UEFA U-19 축구 선수권 대회의 우승한 U-19 국가대표팀의 일원이었고, 카테리니에서 열린 프랑스와의 준결승전에서는 88분과 추가 시간에 두 골을 넣기도 했다.
2016년 5월 17일, 아센시오와 에스파뇰 동료 파우 로페스는 보스니아 헤르체고비나와의 친선경기를 앞두고 성인 국가대표팀에 차출되었다. 그는 29일 3-1로 이긴 스위스전에서 선발로 출전해 데뷔전을 치렀다.

## 경력 통계

### 클럽
2024년 12월 6일
| 클럽            | 시즌      | 리그 | 리그 | 컵   | 컵   | 대륙 | 대륙 | 기타 | 기타 | 합계 | 합계 |
| 클럽            | 시즌      | 출장 | 득점 | 출장 | 득점 | 출장 | 득점 | 출장 | 득점 | 출장 | 득점 |
| --------------- | --------- | ---- | ---- | ---- | ---- | ---- | ---- | ---- | ---- | ---- | ---- |
| 마요르카 B      | 2013–14   | 14   | 3    | —    | —    | —    | —    | —    | —    | 14   | 3    |
| 마요르카        | 2013–14   | 20   | 1    | 0    | 0    | —    | —    | —    | —    | 20   | 1    |
| 마요르카        | 2014–15   | 36   | 6    | 0    | 0    | —    | —    | —    | —    | 36   | 6    |
| 에스파뇰 (임대) | 2015–16   | 34   | 4    | 3    | 0    | —    | —    | —    | —    | 37   | 4    |
| 레알 마드리드   | 2016–17   | 23   | 3    | 6    | 3    | 8    | 3    | 1    | 1    | 38   | 10   |
| 레알 마드리드   | 2017–18   | 32   | 6    | 5    | 2    | 12   | 1    | 4    | 2    | 53   | 11   |
| 레알 마드리드   | 2018–19   | 30   | 1    | 5    | 3    | 7    | 2    | 2    | 0    | 44   | 6    |
| 레알 마드리드   | 2019-20   | 9    | 3    | 0    | 0    | 1    | 0    | 0    | 0    | 10   | 3    |
| 레알 마드리드   | 2020-21   | 35   | 5    | 1    | 0    | 11   | 2    | 1    | 0    | 48   | 7    |
| 레알 마드리드   | 2021-22   | 31   | 10   | 2    | 1    | 8    | 1    | 1    | 0    | 42   | 12   |
| 레알 마드리드   | 2022-23   | 31   | 9    | 5    | 0    | 12   | 3    | 3    | 0    | 51   | 12   |
| 파리 생제르맹   | 2023-24   | 19   | 4    | 5    | 1    | 6    | 0    | 1    | 0    | 31   | 5    |
| 파리 생제르맹   | 2024-25   | 11   | 2    |      |      | 4    | 0    |      |      | 15   | 2    |
| 경력 합계       | 경력 합계 | 325  | 57   | 32   | 10   | 69   | 12   | 13   | 3    | 439  | 82   |

### 국가대표팀
2023년 9월 8일
| 국가대표팀 | 연도 | 출장 | 골 |
| ---------- | ---- | ---- | -- |
| 스페인     | 2016 | 2    | 0  |
| 스페인     | 2017 | 6    | 0  |
| 스페인     | 2018 | 12   | 1  |
| 스페인     | 2019 | 4    | 0  |
| 스페인     | 2020 | 2    | 0  |
| 스페인     | 2022 | 9    | 1  |
| 스페인     | 2023 | 3    | 0  |
| 합계       | 합계 | 38   | 2  |

## 수상

#### 레알 마드리드
- 라리가 : 2016–17, 2019–20, 2021–22
- 국왕컵 : 2022-23
- 수페르코파 데 에스파냐 : 2017, 2021-22
- UEFA 챔피언스리그 : 2016–17, 2017–18, 2021–22
- UEFA 슈퍼컵: 2016, 2017, 2022
- FIFA 클럽 월드컵 : 2016, 2017, 2018, 2022

#### 파리 생제르맹
- 리그 1 : 2023-24
- 쿠프 드 프랑스 : 2023-24
- 트로페 데 샹피옹 : 2023

#### 스페인
- UEFA U-19 유로 : 2015[27]
- 올림픽 은메달 : 2021
- UEFA 네이션스리그 : 2022-23

### 개인
- 라리가 신인왕 : 2015-16
- UEFA U-19 유로 대회 MVP : 2015
- UEFA U-21 유로 대회 베스트 : 2017
- UEFA U-21 유로 실버부트 : 2017
- UEFA 챔피언스리그 Breakthrough XI : 2017
- 세군다 디비시온 이 달의 선수 : 14년 10월